# Huế (municipalitate)
Huế este o municipalitate în Vietnam.
În 2024, Adunarea Națională a Vietnamului a votat și a adoptat o rezoluție pentru a stabili orașul Huế ca municipalitate controlată direct, pe baza întregii provincii Thừa Thiên Huế. În același timp, fostul oraș de provincie Huế a fost împărțit în două districte noi, districtul Phú Xuân și districtul Thuận Hóa. Municipalitatea Huế a intrat oficial în funcțiune în 2025. 

## Județ
- Thuận Hóa
- Phú Xuân
- Hương Thủy
- Hương Trà
- A Lưới
- Nam Đông
- Phong Điền
- Phú Lộc
- Phú Vang
- Quảng Điền